# Mid-America Buddhist Association
Mid-America Buddhist Association is een non-profit Chinees-boeddhistische tempelorganisatie. De tempel van deze organisatie ligt in Augusta, Missouri. Het propageert het boeddhisme in het midwesten van Amerika en vooral in de omgeving van Saint Louis en Chicago.
Elke zondag worden er in de tempel gebedsdiensten, chanten en dharmalezingen georganiseerd.

## Geschiedenis
In 1991 waren er kleine groepen boeddhisten in St. Louis die bij elkaar afspraken om in huis over de boeddhistische dharma te leren. Al snel werd de St. Louis Buddhist Association door hen opgericht. In 1994 werd de Mid-America Buddhist Association gesticht om een boeddhistische tempel te stichten. In hetzelfde jaar werd in Augusta het Chinees-boeddhistische retraittecentrum gesticht. De twee Chinese bhikkhu's: Jan Hai en Ji Ru leidde tempel.
Onder het bestuur van Ji Ru groeide de tempel door de bouw van het Guan Yin Pavilion en de Dizang Hall.